# Budweiser/G.I. Joe's 200 1990
Budweiser/G.I. Joe's 200 1990 var ett race som var den sjätte deltävlingen i PPG IndyCar World Series 1990. Racet kördes den 24 juni på Portland International Raceway. Michael Andretti tog sin andra raka seger, vilket förde honom in i mästerskapskampen. Hans far Mario Andretti slutade på andraplats, medan Al Unser Jr. återtog mästerskapsledningen med en tredjeplats, medan Rick Mears slutade femma och blev av med den sammanlagda ledningen.

## Slutresultat
| Plats | Förare                | Team                     | Grid | Kvaltid  |
| ----- | --------------------- | ------------------------ | ---- | -------- |
| 1     | Michael Andretti      | Newman/Haas Racing       | 2    | 56,881   |
| 2     | Mario Andretti        | Newman/Haas Racing       | 4    | 57,238   |
| 3     | Al Unser Jr.          | Galles-Kraco Racing      | 3    | 57,053   |
| 4     | Danny Sullivan        | Marlboro Team Penske     | 1    | 56,655   |
| 5     | Rick Mears            | Penske Racing            | 6    | 57,542   |
| 6     | Arie Luyendyk         | Doug Shierson Racing     | 11   | 58,396   |
| 7     | Teo Fabi              | Porsche Motorsports      | 9    | 57,850   |
| 8     | Roberto Guerrero      | Patrick Racing           | 16   | 59,413   |
| 9     | Emerson Fittipaldi    | Marlboro Team Penske     | 8    | 57,737   |
| 10    | A.J. Foyt             | A.J. Foyt Enterprises    | 18   | 59,591   |
| 11    | Bobby Rahal           | Galles-Kraco Racing      | 5    | 57,313   |
| 12    | Hiro Matsushita       | Dick Simon Racing        | 20   | 1.00,163 |
| 13    | Buddy Lazier          | Hemelgarn Racing         | 23   | 1.01,700 |
| 14    | Dean Hall             | Dale Coyne Racing        | 13   | 59,878   |
| 15    | Pancho Carter         | Leader Cards Racing      | 22   | 1.00,961 |
| 16    | Randy Lewis           | Arciero Racing           | 24   | 1.02,807 |
| 17    | Tony Bettenhausen Jr. | Bettenhausen Motorsports | 25   | -        |
| 18    | Raul Boesel           | Truesports Co.           | 12   | 58,430   |
| 19    | Eddie Cheever         | Chip Ganassi Racing      | 7    | 57,606   |
| 20    | Didier Theys          | Vince Granatelli Racing  | 13   | 58,687   |
| 21    | John Andretti         | Porsche Motorsports      | 15   | 59,153   |
| 22    | Scott Goodyear        | Doug Shierson Racing     | 17   | 59,539   |
| 23    | Mike Groff            | Euromotorsport           | 14   | 58,970   |
| 24    | Dominic Dobson        | Bruce Leven Racing       | 24   | 1.02,807 |
| 25    | Scott Brayton         | Dick Simon Racing        | 10   | 58,162   |